# 나카무라 기요시
나카무라 기요시(일본어: 中村 聖, 1971년 5월 20일 ~ )는 일본의 전 축구 선수이다. 과거 토요타 자동차, 시미즈 에스펄스, 방포레 고후에서 활동하였다.

## 구단 경력
1990년 일본 사커 리그의 도요타 자동차에 입단했다. 1992년 J1리그의 시미즈 에스펄스로 이적했다. 1992년과 1993년 2번의 J리그컵 준우승을 차지했다. 1996년 재팬 풋볼 리그의 방포레 고후로 이적했다. 1998년후 현역 은퇴.